# BC Körmend
BC Körmend is een Hongaarse basketbalclub uit Körmend opgericht in 1962 die uitkomt in de Nemzeti Bajnokság I/A.

## Geschiedenis
Körmend werd in zijn bestaan drie keer landskampioen in 1987, 1996 en 2003. De Hongaarse landsbeker werd zevenmaal gewonnen in 1990, 1993, 1994, 1995, 1997, 1998, 2016. Daarnaast komt de club als sinds de jaren 1970 uit in de hoogste klasse. In 2019 won de club de Alpe Adria Cup.

## Erelijst
- Hongaars Landskampioen: 1987, 1996, 2003
  - Tweede: 1990, 1997, 2002, 2007, 2008
- Hongaarse basketbalbeker: 1990, 1993, 1994, 1995, 1997, 1998, 2016
  - Tweede: 1999, 2007
- Alpe Adria Cup: 2019

## Coaches
- Teo Čizmić (2016-2018)
- Gašper Potočnik (2016-2018)
- Matthias Zollner (2018-2020)
- Žiga Mravljak (2020-2021)
- Antonis Constantinides (2021-)

## Bekende (oud-)spelers
| - György Golomán - Nikola Djogo - Ryan Richards - Lovre Bašić - Rytis Pipiras - - Josh Duinker | - Desonta Bradford - Sterling Gibbs - Andre Hollins - Mike Moore - Kendrick Perry - Eric Adams | - Benjamin Simons - Frank Turner |